# 신화소
신화소(Mytheme)는 구조주의의 영향을 받은 신화 연구에서 신화가 구성되는 것으로 생각되는 내러티브 구조(일반적으로 인물, 사건 및 주제 사이의 관계를 포함함)의 근본적인 일반 단위이다.항상 관련된 다른 신화와 공유되는 최소 단위들을 다양한 방식으로 재조립하거나 더 복잡한 관계로 연결된다. 예를 들어, 그리스의 아도니스와 이집트의 오시리스의 신화는 몇 가지 요소를 공유하고 있으며, 일부 학자들은 그들이 문화나 다른 문화권에서 전해지는 이미지, 그리고 묘사된 행동에 대한 새로운 해석, 그리고 다양한 아이콘의 판독에 새로운 이름이 있다고 주장한다. 

## 개요
이 용어를 널리 보급시킨 클로드 레비스트로스(1908–2009)는 "구조적 언어학과 신화의 구조적 분석 사이에 유사점을 설정하고 싶다면, 신화소와 단어 사이가 아니라 신화소와 음소 사이에 일치점이 설정된다"고 썼다.
민속의 구조주의적 분석가인 블라디미르 프로프는 개별 설화를 분석의 단위로 취급했다. 대조적으로, 단일 신화소는 구조 언어학이 언어를 나누는 음소, 형태소, 그리고 준소의 신화에서 동등한 것은 언어 체계 내에서 소리, 구조, 그리고 의미의 가능한 최소 단위이다. 
1950년대에 클로드 레비스트로스는 이 언어 분석 기법을 분석적 신화 비평에 처음 적용했다. 원시 부족의 신화 체계에 대한 작업에서 언어 구조의 유추에서 작업하면서 그는 신화적 발화 내의 의미 체계가 언어 체계와 밀접하게 유사하다는 주장과 함께 프랑스어 용어 mythème를 채택했다. 로만 야콥슨은 이 생각을 변형하여 신화소를 그 자체로는 의미가 없지만 사회학적 분석에 의해 그 의미가 나타날 수 있는 개념 또는 음소로 취급한다.
대니얼 데닛과 같은 철학자들도 "신화소"라는 용어를 사용했다.

## 같이 보기
- 아키타입
- 밈

## 참고 문헌
- Lévi-Strauss, Claude (1958). 〈La Structure des mythes〉. 《Anthropologie Structurale》 (프랑스어). Paris: Plon. 227–255쪽. OCLC 753269.